# سرخ‌گریوه
سرخ گریوه، روستایی است از توابع بخش یانه‌سر شهرستان بهشهر در استان مازندران ایران.
روستای سرخگریوه از توابع بخش یانه سر شهرستان بهشهر در استان مازندران ایران در دهستان شهدا واقع شده‌است. این روستا بین شهرهای گلوگاه و دامغان در یک منطقه کوهستانی واقع گردیده‌است. این روستا دارای کوه وتپه‌های سرخ‌فام متنوع با طبیعت بی نظیر چشم هر بیننده ای را خیره می‌کند. بالا رستاق، بالاخیل و تنگ دره از نام‌های قدیمی روستای سرخ گریوه می‌باشد. محدوده اراضی این روستا به حدود ۸۰۰۰ هکتار نزدیک است.
از کوه‌های معروف این روستا به کوه کبودریز بالا (خوش انگور)، کبودریز پایین (کوه کینوا)، سیاه خانی و گهواره کوه می‌توان اشاره کرد.

## جمعیت
این روستا در دهستان شهدا قرار دارد و براساس سرشماری مرکز آمار ایران در سال ۱۳۸۵، جمعیت آن ۳۴۲ نفر (۹۸خانوار) بوده‌است. مردم سرخ گریوه از قومیت طبری هستند. مردم سرخ گریوه به زبان طبری (مازندرانی) سخن می‌گویند.